# Distretto di Thung Saliam
Il distretto di Thung Saliam (in thailandese: ทุ่งเสลี่ยม) è un distretto (amphoe) della Thailandia, situato nella provincia di Sukhothai.